# Джедефхор
Джедефхор (XXVI век до н. э., предп. Древний Египет — XXVI век до н. э., предп. Древний Египет) — египетский принц IV династии, сын Хеопса. Его имя в переводе означает «терпеливый как Гор». 

## Биография
| H | Hr · r | Dd | f |

| H | Hr · r | Dd | f |

Джедефхор был сыном фараона Хеопса и единокровный брат фараонов Джедефра и Хафра. Жена Хеопса Меретитес I упоминается вместе с Джедефхором в гробнице G 7220, потому возможно является его матерью.
Он также упоминается в надписи в Вади-Хаммамат, его имя записано в картуше и следует после имён Хеопса, Джедефра и Хафра, а также находится перед именем другого сына Хеопса, Бауфра. Нет доказательств того, что Джедефхор и Бауфра были фараонами, хотя в картушах записываются только имена правителей.
Джедефхор также считается автором документа, который известен как Поучение Джедефхора. Данная рукопись сохранилась лишь в фрагментарном виде. Текст был написан как совет своему сыну, принцу Ауибре. 
Судя по всему, Джедефхора обожествили после его смерти.
Джедефхор был всё ещё жив во время правления внука Хеопса, фараона Менкаура. Потому он умер в конце IV династии. Джедефор был похоронен в мастабе G 7210-7220 в Гизе. Его саркофаг сейчас находится в Каирском музее.

## Титулы
Титулы Джедефхора:
| №  | Титул                    | Перевод                          |
| -- | ------------------------ | -------------------------------- |
| 1. | imy-rȝ kȝt nbt (nt) nzwt | надзиратель за всеми делами царя |
| 2. | imy iz                   | советник                         |
| 3. | ˁḏ-mr wḥˁw (ȝpdw)        | надзиратель за рыболовами        |
| 4. | mniw nḫn                 | защитник Иераконполя             |
| 5. | ḥȝty-ˁ                   | князь                            |
| 6. | zȝ nswt n ẖt.f           | сын короля                       |
| 7. | smr wˁty                 | единственный компаньон           |